# Archaeobatrachia
Die Einteilung der Lebewesen in Systematiken ist kontinuierlicher Gegenstand der Forschung. So existieren neben- und nacheinander verschiedene systematische Klassifikationen. 
Das hier behandelte Taxon ist durch neue Forschungen obsolet geworden oder ist aus anderen Gründen nicht Teil der in der deutschsprachigen Wikipedia dargestellten Systematik.

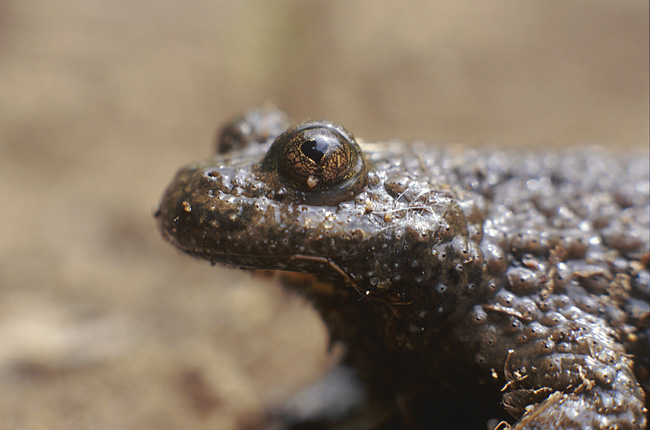
Gelbbauchunke (Bombina variegata)

Archaeobatrachia – zu Deutsch etwa „Urtümliche Froschlurche“, „Urfrösche“, „Niedere Frösche“ oder „Altfrösche“ – ist eine phylogenetisch alte Unterordnung der Froschlurche, die wiederum zur Klasse der Lurche (Amphibien) gehört. Seitdem nach einem 1993 erfolgten Vorschlag die Unterordnung Mesobatrachia formal abgetrennt wird – was in manchen Übersichten allerdings noch nicht nachvollzogen wurde – zählen nur noch 28 Arten aus vier Familien (entsprechend 0,5 Prozent aller Froschlurcharten) zu den Archaeobatrachia.

## Merkmale
Die Unterscheidung der Froschlurche in „niedere“, „mittlere“ (Mesobatrachia) sowie „höhere“ Frösche (Neobatrachia) – die durchaus nicht unumstritten ist und mit zunehmendem Kenntnisstand eher unsicherer wird als klarer, weil sich manche vermeintlichen Differenzierungsfaktoren als gruppenübergreifend erwiesen – geschieht in erster Linie nach Merkmalen der Anatomie, vor allem des Knochenbaus, sowie einigen äußerlich sichtbaren Ausprägungen und Verhaltensweisen. Im Einzelnen können bei Archaeobatrachia folgende Charakteristika genannt werden:

### Ehemalige Unterordnung Amphicoela („Urfrösche“)
Die nordamerikanischen Schwanzfrösche (Ascaphidae) und die Neuseeländischen Urfrösche (Leiopelmatidae) werden in älteren Systematiken als eigene Unterordnung Amphicoela behandelt. Es sind die einzigen rezenten Froschlurche mit neun freien Rückenwirbeln (die übrigen haben acht oder weniger), welche amphicoel, also beidseitig nach innen ausgehöhlt sind und knorpelige Zwischenwirbelscheiben aufweisen. Ferner besitzen sie freie (nicht mit den Querfortsätzen der Wirbel verwachsene) Rippen, die den meisten übrigen Froschlurchen im Adultstadium fehlen.

### Überfamilie Discoglossoidea – Scheibenzüngler i.w.S.
Diese Gruppe hat acht ophistocoele (hinten ausgehöhlte) präsacrale Wirbel mit einander überlappenden Neuralbögen, freie Rippen an den Praesacralia (Wirbeln) II bis IV und einen beweglichen Schultergürtel mit einem knorpeligen Brustbein; die Kieferknochen sind bezähnt. Die Pupillen können tropfen- oder herzförmig, aber auch senkrecht ausgerichtet sein. Der Amplexus durch das Männchen erfolgt inguinal, also in der Lendengegend. Die Kaulquappen weisen ein mittig bauchseitiges Atemloch auf.

## Taxonomie der Unterordnung Archaeobatrachia bis zur Artebene
(innerfamiliär alphabetisch)
- Familie Ascaphidae Fejérváry, 1923 – Schwanzfrösche (gelegentlich als Synonym von Leiopelmatidae betrachtet)
  - Gattung Ascaphus Stejneger, 1899
    - Art Ascaphus montanus Mittleman & Myers, 1949
    - Art Ascaphus truei Stejneger, 1899
- Familie Leiopelmatidae Mivart, 1869 – Neuseeländische Urfrösche
  - Gattung Leiopelma Fitzinger, 1861
    - Art Leiopelma archeyi Turbott, 1942
    - Art Leiopelma hamiltoni McCulloch, 1919
    - Art Leiopelma hochstetteri Fitzinger, 1861
    - Art Leiopelma pakeka Bell, Daugherty & Hay, 1998
- Überfamilie Scheibenzüngler i. w. S. (Discoglossoidea)
  - Familie Bombinatoridae Gray, 1825 – Unken und Barbourfrösche
    - Gattung Barbourula Taylor & Noble, 1924 – Barbourfrösche
      - Art Barbourula busuangensis Taylor & Noble, 1924
      - Art Barbourula kalimantanensis Iskandar, 1978

    - Gattung Bombina, Oken, 1816 – Unken
      - Art Bombina bombina (Linnaeus, 1761) – Rotbauchunke
      - Art Bombina fortinuptialis Tian & Wu in Liu, Hu, Tian & Wu, 1978
      - Art Bombina lichuanensis Ye & Fei, 1994
      - Art Bombina maxima (Boulenger, 1905) – Riesenunke
      - Art Bombina microdeladigitora Liu, Hu & Yang, 1960
      - Art Bombina orientalis (Boulenger, 1890) – Chinesische Rotbauchunke
      - Art Bombina pachypus (Bonaparte, 1838) – Apennin-Gelbbauchunke
      - Art Bombina variegata (Linnaeus, 1758) – Gelbbauchunke

  - Familie Alytidae Fitzinger, 1843
    - Gattung Alytes Wagler, 1830 – Geburtshelferkröten
      - Art Alytes cisternasii Boscá, 1879 – Iberische Geburtshelferkröte
      - Art Alytes dickhilleni Arntzen & García-París, 1995 – Südiberische Geburtshelferkröte
      - Art Alytes maurus Pasteur & Bons, 1962 – Maurische Geburtshelferkröte
      - Art Alytes muletensis (Sanchiz & Adrover, 1979) – Mallorca-Geburtshelferkröte
      - Art Alytes obstetricans (Laurenti, 1768) – Gemeine Geburtshelferkröte

    - Gattung Latonia Meyer, 1843
      - Art Latonia nigriventer (Mendelssohn & Steinitz, 1943) – Israelischer Scheibenzüngler

  - Familie Discoglossidae Günther, 1858 – Scheibenzüngler
    - Gattung Discoglossus Otth, 1837 – Eigentliche Scheibenzüngler
      - Art Discoglossus galganoi Capula, Nascetti, Lanza, Bullini & Crespo, 1985 – Iberischer Scheibenzüngler
      - Art Discoglossus jeanneae Busack, 1986 – Cädiz-Scheibenzüngler
      - Art Discoglossus montalentii Lanza, Nascetti, Capula & Bullini, 1984 – Korsischer Scheibenzüngler
      - Art Discoglossus nigriventer Mendelssohn & Steinitz, 1943 – Israelischer Scheibenzüngler
      - Art Discoglossus pictus Otth, 1837 – Gemalter Scheibenzüngler
      - Art Discoglossus sardus Tschudi in Otth, 1837 – Sardischer Scheibenzüngler
      - Art Discoglossus scovazzi Camerano, 1878 – Marokkanischer Scheibenzüngler